# Janina (miasto)
Janina (gr. Ιωάννινα trb. Joanina trl. Iōánnina, potocznie Γιάννενα trb. Janena trl. Giánnena lub Γιάννινα trb. Janina trl. Giánnina) –  miasto w północno-zachodniej Grecji, w Epirze, na zachodnim brzegu jeziora Janina, siedziba administracyjna jednostki Epir-Macedonia Zachodnia, regionu Epir, jednostki regionalnej Janina oraz gminy Janina. W 2011 roku liczyło ok. 65 574 mieszkańców.
Ośrodek przemysłowy i handlowy Epiru. Przemysł skórzany, obuwniczy, wyrób dywanów. Rzemiosło artystyczne, jubilerstwo, uniwersytet (1966), port lotniczy.
Miasto założone w czasach bizantyjskich, prawdopodobnie w X wieku. W 1081 roku na krótko opanowane przez Normanów. Od 1204 roku jedno z głównych miast despotatu Epiru. W 1262 roku ponownie w granicach Bizancjum. W 1345 roku podbite przez Serbów, w 1431 opanowane przez Turków. Okres rozkwitu przeżyło w latach 1788–1822 pod rządami Alego Paszy z Tepeleny. W 1913 roku, w trakcie I wojny bałkańskiej, przyłączone do Grecji.
Zabytki: twierdza, mury obronne, meczet (muzeum) Aslan Aga z 1619 roku, rezerwat geologiczny. 

Z miasta pochodzi zespół Villagers of Ioannina City oraz Nikol Cabeli- reprezentatka Albanii podczas Eurowizji Junior 2024. 

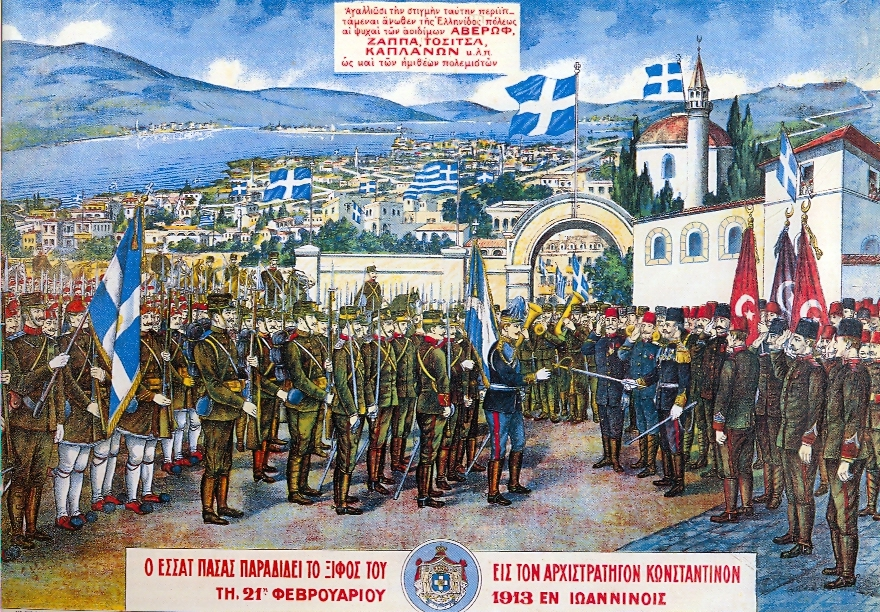
Kapitulacja garnizonu tureckiego w Janinie - włączenie miasta do Grecji

## Współpraca
- Korcza, Albania
- Himara, Albania
- Ajia Napa, Cypr
- Limassol, Cypr